# 马塞利诺·桑斯·德·桑图奥拉
唐·马塞利诺·桑斯·德·桑图奥拉（西班牙語：Marcelino Sanz de Sautuola）或称马塞利诺·德·桑图奥拉，是西班牙法学家及业余考古学家，拥有一块土地，在那里发现了阿尔塔米拉洞。

## 阿尔塔米拉洞
现在因其独特的史前艺术作品而闻名的阿尔塔米拉洞，当时早已为当地人所知，但直到1868年，当它被猎人莫德斯托·佩雷斯（Modesto Peres）“发现”时，才受到人们的关注。
桑图奥拉于1875年开始探索这些洞穴。但直到1879年，当他九岁的女儿玛丽亚顺带看到了覆盖洞顶的野牛画时，他才开始关注这些壁画。回忆起他前年在巴黎世界博览会上看到的刻在旧石器时代物品上的类似图像，桑图奥拉做出了一个正确的假设，认为这些壁画也可能来源于石器时代。他于是到马德里大学从事考古研究，以利于他进一步工作。

### 发表
胡安·比拉诺瓦·彼拉（Juan Vilanova y Piera）教授支持桑图奥拉的假设，他们于1880年发表了他们的结论，受到了公众的一致好评。但科学界却不愿接受画是古代作品的推断。以加布里埃尔·德·莫尔蒂耶（Gabriel de Mortillet）为首的法国专家非常强硬地否认了桑图奥拉和彼拉的研究成果。1880年里斯本的史前研讨大会上该发现被判定为伪造。由于壁画艺术品质极高，保存状态也十分完好，有人甚至指控桑图奥拉伪造了这些壁画。一个同乡人认为，壁画是桑图奥拉委托一个当代艺术家画的。

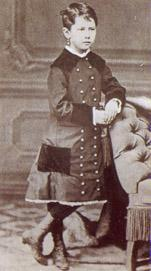
玛丽亚·德·桑图奥拉（María de Sautuola）

然而到了1896年，法国吉伦特省Pair-non-Pair洞穴发现类似的画作，1901年著名考古学家亨利· 步日耶（Henri Breuil）在法国莱塞济德塔亚克-锡勒伊地区发现逢德果洞穴壁画并证实为史前作品，到1902年时，阿尔塔米拉壁画极为古老的假说不再显得那么激进（及其伪造的可能性较小），科学界才开始认同他们的结论。
当年，对此曾持强烈反对态度的法国考古学家埃米尔·卡尔达伊拉（Émile Cartailhac），在《人类学》（L'Anthropologie）杂志上发表的著名文章“持怀疑态度的过失”（Mea culpa d'un sceptique）中，承认了自己的错误。

### 遗产
桑图奥拉于14年前去世，没能在生前享受到应有的荣誉，及看到他的预感后来被科学所承认。现代测年法确认阿尔塔米拉洞穴壁画的创作时间介于11,000年至19,000年前之间。对于旧石器时代艺术的研究来说，桑图奥拉的发现一定是非常关键的。

## 家庭
桑图奥拉的女儿后来嫁入了坎塔布里亚的博坦家族（Botín）。现在桑坦德银行的拥有者为桑图奥拉的后人。